# Olga Jurjewna Kriwoschejewa
Olga Jurjewna Kriwoschejewa (russisch О́льга Ю́рьевна Кривоше́ева; englische Transkription: Olga Yuryevna Krivosheyeva; * 15. Mai 1961 in Nowosibirsk) ist eine ehemalige sowjetische Volleyballnationalspielerin. Neben Irina Kirillowa war sie die überragende Zuspielerin der 1980er Jahre.
Kriwoschejewa gewann 1988 die Goldmedaille bei den Olympischen Spielen in Seoul sowie Gold bei den Europameisterschaften 1985 in den Niederlanden. Insgesamt absolvierte sie 264 Länderspiele für die sowjetische Auswahl.
Mit dem Schweriner SC holte sie 1995 den Deutschen Meistertitel an der Seite von Sylvia Roll, Hanka Pachale und Ute Steppin. 1996 beendete sie ihre Profi-Laufbahn in der Bundesliga und spielte von 1997 bis 2000 noch beim TV Wetzlar, mit dem 1998 der Aufstieg in die Bundesliga gelang, der Verein jedoch 2000 aus finanziellen Gründen zurückziehen musste. Zuvor spielte sie u. a. bei ADK Alma-Ata, Vakifbank Ankara und VC Pawlodar.
Kriwoschejewa lebt mit ihrer Familie in Wetzlar und arbeitet als Lehrerin und Volleyballtrainerin.